# Orisha
Pour les articles homonymes, voir Orishas (homonymie).
 (septembre 2010).

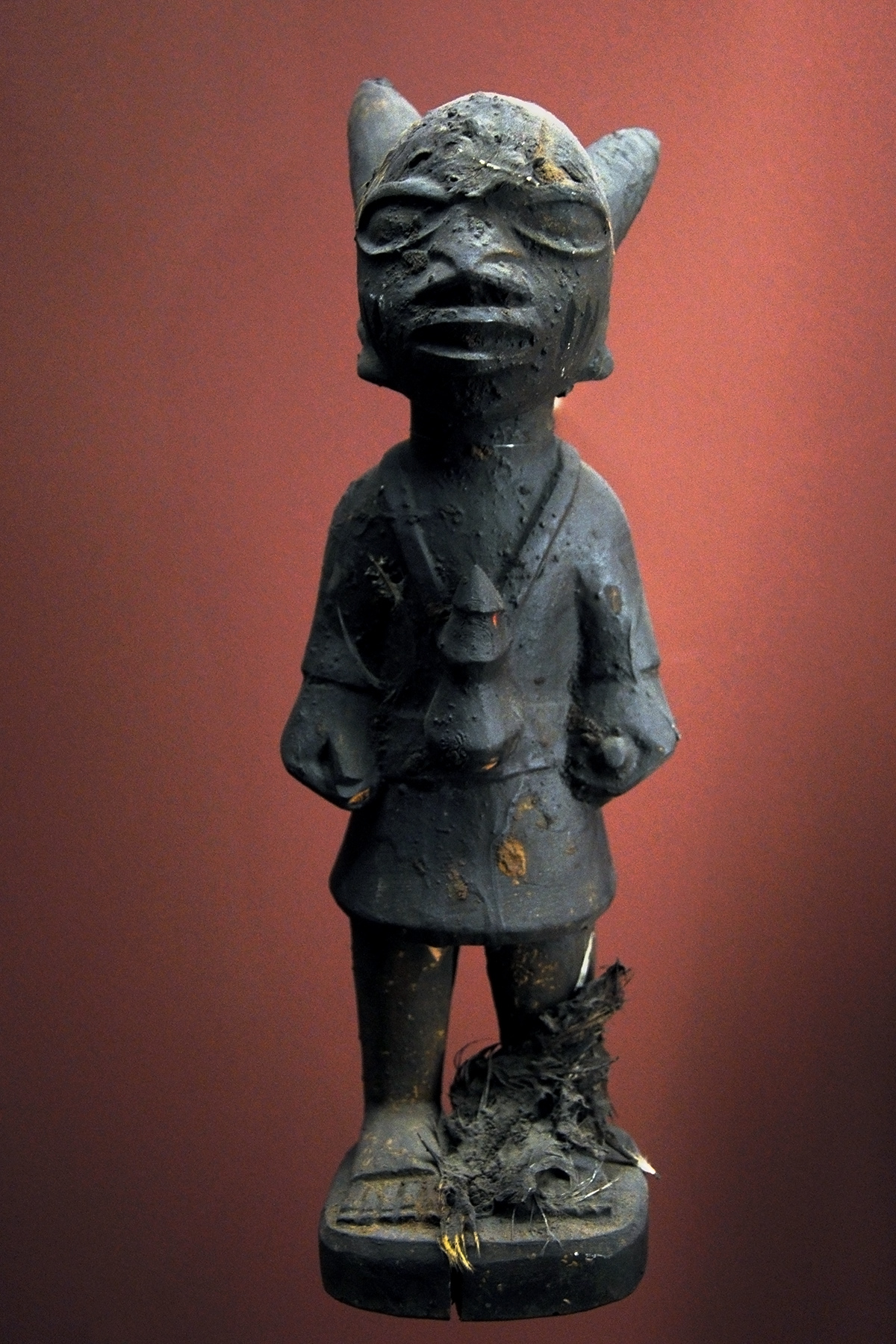
Statuette d'orisha yoruba au musée africain de Lyon.
Origine : Abeokuta, au Nigéria.

Les orishas, ou orixás, sont des divinités originaires d'Afrique de l'Ouest, et plus précisément des traditions religieuses yorubas. On les retrouve dans plusieurs pays africains ainsi que dans de nombreux pays américains, où ils ont été introduits par la traite des Noirs, qui a frappé les populations yoruba de façon particulièrement lourde. Ils sont vénérés en Afrique, en particulier au Nigéria et au Bénin. Dans les Amériques, on les rencontre surtout dans le candomblé brésilien, sous le nom d'orixás. Ils sont également les divinités de la santeria des Caraïbes. Les orishas sont proches des vodun du Dahomey, que l'on retrouve dans le vaudou.
Ce sont des êtres d'essence divine qui représentent les forces de la nature. Dans les pays d'Amérique latine, la pression exercée par le catholicisme s'est traduite par un rapprochement entre les orixás et les personnages vénérés dans la religion catholique (la Vierge Marie ou encore les différents saints).

## Les orishas dans les croyances yoruba en Afrique

### Généralités

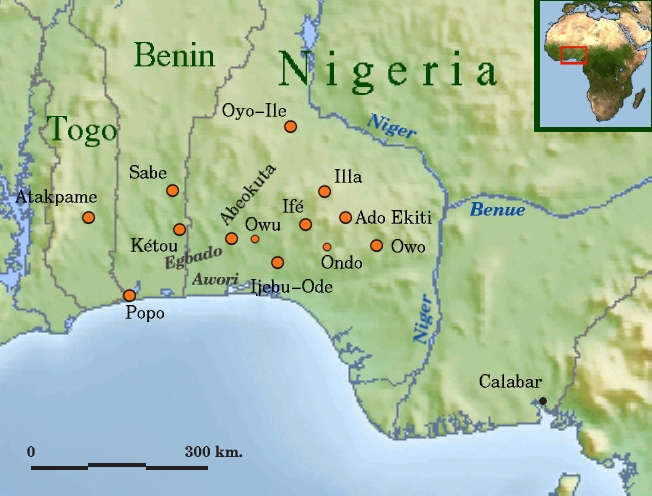
Carte des villes yoruba au Moyen Âge.

La religion et la mythologie yoruba ont une influence majeure en Afrique occidentale, tout particulièrement au Nigéria, et ont donné lieu à plusieurs religions du Nouveau Monde, comme la Santeria à Cuba et à Puerto Rico, le Vaudou à Haïti et le Candomblé au Brésil. 
Itan est le terme qui désigne l'ensemble des mythes, des chants, des histoires et légendes yoruba. Ils proviennent pour l'essentiel des ese (vers, poèmes) de l'Odu Ifa. D'après la légende yoruba, Ife est le lieu où les divinités créatrices Odùduwà et Obàtálá (Oxalá au Brésil) commencèrent la création du monde, dirigées par le dieu suprême Olódùmarè. Obàtálá créa les premiers humains avec de la terre, alors que Odùduwà devint le premier roi des Yorubas. Le Òòni (roi) de Ife se prétend descendant direct du dieu Odùduwà, et il est le plus important des rois yoruba.
La mythologie yoruba comprend environ 600 esprits surnaturels, dont quelque 400 Irun Imole et 200 Igbá Imole, les premiers étant ceux de Orun (« le Ciel ») et les seconds ceux de Aiye (« la Terre »). La croyance des Yorubas dans les orishas (qui correspondent aux différents éléments ou forces naturelles) vise à renforcer, et non à contester celle adressée à Olódùmarè. Les fidèles de la religion s'adressent aux différentes manifestations de la puissance d'Olódùmarè sous la forme des Orishas. Les ancêtres et les héros traditionnels que l'on vénère sont également mis à contribution pour résoudre les problèmes quotidiens. Dans la culture Yoruba d'ailleurs, les Orishas sont réputés avoir pour la plupart parcouru la Terre et jouent un rôle de gardiens mais également d'intermédiaires. 
Certains fidèles font aussi appel à un spécialiste de la géomancie, connu sous le nom de babalawo (prêtre d'Ifa) ou Iyanifa (la dame d'Ifa), pour intercéder en leur faveur. La divination ifa est un aspect culturel important dans la vie des Yorubas, et a été déclarée en 2005 par l'UNESCO comme faisant partie du patrimoine oral et immatériel de l'humanité. Les Yorubas croient que leur ancêtre Odùduwà est tombé du ciel en apportant avec lui une grande partie de leur système de croyances.

### Définition desorishaset desvodun

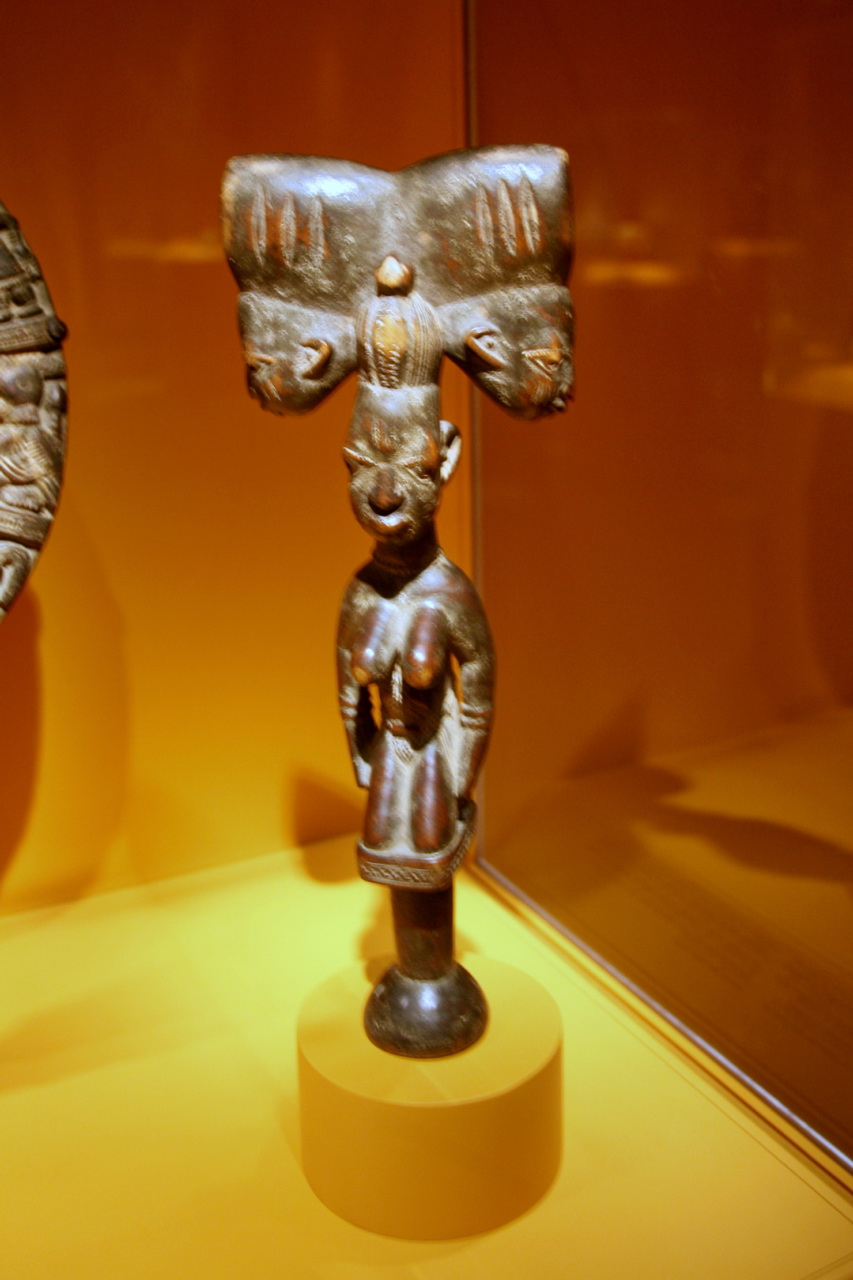
Pièce de bois yoruba représentant une femme agenouillée en signe d'adoration et portant sur sa tête le double marteau (Edum Ara) formé de deux têtes symbolisant les éclairs lancés par Shango, le dieu du tonnerre et de la foudre.

Ce n'est qu'au XXe siècle que les croyances religieuses des Yorubas ont commencé à faire l'objet d'analyses sérieuses de la part des Occidentaux ; auparavant, tant les négriers
que les missionnaires se référaient aux croyances des Africains de ces régions comme à un fétichisme « ridicule et sans fondement », ou encore « grossier, monstrueux et impudique ».
Au XXe siècle en revanche, apparaissent les premières définitions sérieuses des mots orisha (terme yoruba) et vodun (terme Fon, utilisé au Dahomey, et qui a donné Vaudou), qui désignent des concepts similaires. Selon Auguste Le Hérissé, les habitants « ont la certitude que tous [les vodun] sont les ancêtres merveilleux des tribus qui ont concouru à la formation du Dahomey. Leur vodun a un double caractère : humain, et surnaturel ».
Selon Bascom, « un orisha est une personne qui vivait dans la Terre lorsque celle-ci fut créée et dont descendent les personnes d'aujourd'hui. Lorsque ces orishas disparurent ou « devinrent pierres », leurs enfants commencèrent à leur faire des sacrifices et à procéder à toutes les cérémonies qu'eux-mêmes avaient effectuées lorsqu'ils étaient dans la Terre ».
Si le culte des orishas s'adresse aux forces naturelles, le concept d'orisha fait appel en réalité à des notions plus complexes : il ne s'agit pas de forces naturelles à l'état brut. En effet, les orishas, êtres humains divinisés, qui vivaient jadis dans la Terre, créent avec les forces naturelles une chaîne de relations leur permettant de les contrôler. Ce contrôle se fait pour le bénéfice des hommes qui, en contrepartie, rendent hommage aux orishas au travers des offrandes et des sacrifices nécessaires au maintien de leur pouvoir. Selon Bernard Maupoil, cité par Pierre Verger, il existe entre les hommes et les vodun une véritable symbiose, un entrelacs de solidarités : grâce à leurs prières, les hommes donnent force et puissance aux vodun, et plus les sacrifices et les offrandes qui leur sont faits sont importants, plus grands sont leur pouvoir, ainsi que leur sentiment de reconnaissance et leur bon vouloir envers les hommes.

### Les principaux orishas yoruba
Parmi les esprits les plus importants, on compte Olorun (dieu du Ciel), Ellegua, ou Exu, (« celui qui ouvre la route »), Ogun (dieu du Fer), Obatala (esprit de la Justice), Yemonja/Yamaya (esprit de la fertilité et des eaux salées ; sirène), Ọya (gardien des morts et des cimetières), Orunmila (esprit de la divination, destin), Ibeji (esprit des jumeaux), Ọsanyin (esprit des médecines et de la guérison), Ọsun (esprit de l'amour, protecteur des enfants et des mères, maître des eaux douces), Sango (esprit du tonnerre et des éclairs), et Ochosi (esprit de la chasse, et protecteur de ceux qui ont des problèmes judiciaires).

## Les orishas dans les Amériques

### Histoire de l'arrivée des orishas dans le Nouveau Monde
De nombreux habitants des régions culturelles yoruba furent amenés dans les Amériques par la traite des Noirs, en même temps que d'autres ethnies originaires d'Afrique de l'Ouest, d'Afrique Centrale et d'Afrique de l'Est. Les croyances religieuses yoruba comptent parmi les plus identifiables des traditions africaines présentes dans le Nouveau Monde, peut-être en partie du fait de l'arrivée tardive d'importantes populations yoruba en Amérique, et au caractère tolérant et assimilateur des religions yoruba.
La foi yoruba est fréquemment très semblable aux croyances des Gbe (y compris des Fon, des Ewes, des Mahi et des Gun), et, pendant des siècles, des influences réciproques ont joué entre les croyances africaines et les croyances américaines qui en sont dérivées. Dans de nombreux pays où la diaspora africaine est présente, les croyances yoruba et gbe ont été influencées par la religion catholique, et l'ont d'ailleurs elle aussi influencée, tout en recevant d'autre part l'influence des croyances du Centre-Ouest de l'Afrique des régions du Congo et de l'Angola. C'est le cas pour la religion palo à Cuba et en République dominicaine, la religion umbanda au Brésil et les rites petro du vaudou haïtien. 
La santeria (ou Lukumi) est un ensemble de systèmes religieux qui se servent des saints catholiques comme d'un masque pour dissimuler les croyances yoruba traditionnelles. Les saints, ainsi que d'autres personnages vénérés dans la religion catholique, sont utilisés comme des déguisements pour les orishas ; mais il ne faut pas confondre cette façon de faire avec un quelconque syncrétisme, car les saints catholiques n'ont jamais été adorés en tant que tels.

### Lesorixásbrésiliens du candomblé

#### Influences multiples dans le candomblé
Les orixás ont été introduits par les esclaves yoruba amenés en grand nombre au Brésil au XIXe siècle, à partir de 1810. Les orixás brésiliens sont beaucoup moins nombreux que les orishas de la mythologie yoruba, puisqu'il n'en existe guère qu'une douzaine auxquels on rend un culte. Comme dans la santeria, à chaque orixá est associé un (voire plusieurs) saints catholiques, ou encore une des manifestations de la Vierge Marie. Cependant, les saints associés diffèrent fréquemment de ceux de la santeria, et peuvent même varier d'une région à l'autre du Brésil. Le mot de syncrétisme, souvent utilisé pour qualifier cette association, est à prendre avec prudence dans la mesure où les esclaves cherchaient surtout à poursuivre en secret le culte des orixas, en semblant vénérer les saints de la religion catholique.
Enfin, lorsqu'on aborde les orixás, il faut conserver à l'esprit la variété des cultes religieux d'origine africaine pratiqués au Brésil : le candomblé d'origine yoruba de Salvador et de Recife s'y teinte aussi, dans la région de Rio de Janeiro, d'une influence bantoue liée à l'arrivée d'esclaves originaires d'Angola ; à côté du candomblé existent aussi umbanda et quimbanda (grossièrement assimilables à magie blanche et magie noire) sans que la frontière avec le candomblé soit toujours bien précise ; à l'intérieur même du candomblé, chaque terreiro, chaque maison de culte a sa propre pratique religieuse.

#### Exu le médiateur, figure centrale du candomblé

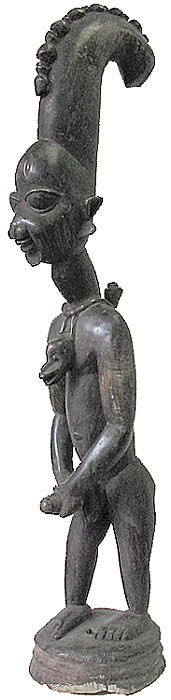
Statue d'Eshu (Oyo, au Nigéria, vers 1920).

Il correspond en Haïti ainsi qu'au Dahomey (tribus fon) à Legba, et se fait appeler Exu-Elegbara dans les nations Yoruba. Il sied de lui réserver la première place dans toute énumération des divinités Candomblé ; représentant en effet le « dieu qui ouvre les barrières », surveille les passages, ouvre et ferme les chemins, il est à ce titre salué avant tout autre orixá. 
Orixá messager, il est le principal lien entre les hommes et les divinités. Souvent représenté par la couleur brune ou noire, il dévore « tout ce que la bouche mange », adore la gymnastique, la pinga (argot brésilien pour désigner le rhum local, la cachaça) et n’importe quelle autre boisson alcoolisée. Orixá aux aspects multiples et contradictoires, il est souvent difficile de le décrire de manière cohérente. De caractère irascible, il aime susciter les disputes, provoquer les accidents, et les calamités publiques et privées. S'il est toutefois traité avec égards, il sait réagir favorablement et se montrer serviable. Lorsqu'au contraire on oublie de lui faire sacrifices et offrandes, on peut attendre toutes les catastrophes. Exu se révèle sans doute le plus humain des orixás, ni complètement bon, ni complètement mauvais. 
Il domine les passages, carrefours et croisées de chemins - lieux fréquentés par les esprits malveillants et favorables aux arts magiques. Ses couleurs sont le noir et le rouge, ses minerais le bronze, le fer brut (minéral) et la terre (tabatinga). Son élément est le feu, son cri Laroiê ! K' oba laro ie Exú !!!. Ses aliments sont la farofa de dendê, le beefsteak cru ou mal grillé au brasier assaisonné d'oignons hachés menu, et le citron vert pour la préparation des boissons alcoolisées. Il exècre toute nourriture de couleur blanche et l'ail. Ses plantes sont le piment, l'herbe (capim) tiririca, l'ortie, l'arruda, la salsa, la menthe, le « comigo ninguém pode » (Dieffenbachia), la feuille de tabac. Ses animaux sont le bouc, le coq, les chevreaux et en de plus rares occasions la poule d'Angola (coquem). Amoureux, malin, créatif, persistent, impulsif, joueur, obscène, orateur de génie. Les risques de santé relatifs à cet orixá sont les douleurs de tête et plus rarement les problèmes de foie (résultant dans des accidents graves), et par ailleurs les problèmes avec la police.

#### Les autresorixás
Iemanjá
Mère de tous les êtres vivants, elle est aussi la déesse des eaux de mer, de la pêche et des pêcheurs. Elle protège les familles, les femmes enceintes et les enfants. Elle est représentée par le bleu clair, le blanc et le rose clair. Elle est associée dans la religion catholique à Notre-Dame du Rosaire. Sa salutation est « Odoyá ».
Xangô
Orixá de la foudre, du feu, des tonnerres et de la justice. Représenté par la couleur rouge et blanche, il apprécie le Quiabo gombo (légume capsulé, conique, vert et poilu, produit par le quiabeiro « Hibiscus esculentus »), le mouton et les tortues. Il est associé dans la religion catholique à saint Jean-Baptiste ou saint Jérôme, et non pas à sainte Barbe comme dans la santeria cubaine.
Oxum

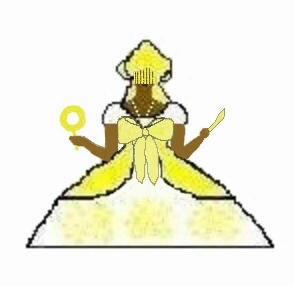
Représentation d'Oxum, vêtue de jaune, le regard voilé et tenant son miroir.

Déesse des eaux des rivières. Elle est la déesse de la beauté et elle a une forte liaison avec le monde spirituel. Elle est représentée par le jaune. Elle a pour attribut un miroir. Elle est associée dans la religion catholique à Nossa Senhora das Candeias à Bahia, et à Nossa Senhora dos Prazeres à Recife. Deuxième femme de Shangô, elle a d'abord vécu avec Ogum, Orunmila et Oxossi.
Ogum
Ogum (Ogoun) est d'abord et avant tout au Brésil l'orixá de la guerre. Son rôle diffère donc de ce qu'il est chez les Yorubas, où il est aussi l'orisha du fer, et de tous ceux qui utilisent ce métal, les forgerons d'abord, mais aussi les chasseurs, les bouchers et les agriculteurs. Il a perdu en particulier au Brésil son rôle vis-à-vis de l'agriculture car, tout au long de ces derniers siècles, les esclaves n'avaient aucun intérêt à solliciter son aide pour obtenir de bonnes récoltes, qui ne leur apportaient rien. Après avoir découvert le feu et la forge, il les a donnés comme cadeaux aux hommes. Représenté par la couleur bleu marine, il mange du maïs, de la cará (plante de la famille des dioscoreaceae pourvue de tubercules alimentaires), des racines coques et des chiens. Il a pour attribut un petit sabre. Il est associé dans la religion catholique à saint Antoine. 
Iansã, ou Oyá
Déesse du Niger, elle commande les vents et les tempêtes. Aimant les verdures et les légumes rouges, les couleurs qui la représentent sont le rouge et le brun. C'est la première femme de Xangô. Elle a pour attribut un poignard en forme de cimeterre et une corne de buffle. Elle est associée dans la religion catholique à sainte Barbe (à la différence de la santeria, où sainte Barbe est associée à Chango). 
Obaluaiê, ou Omolú

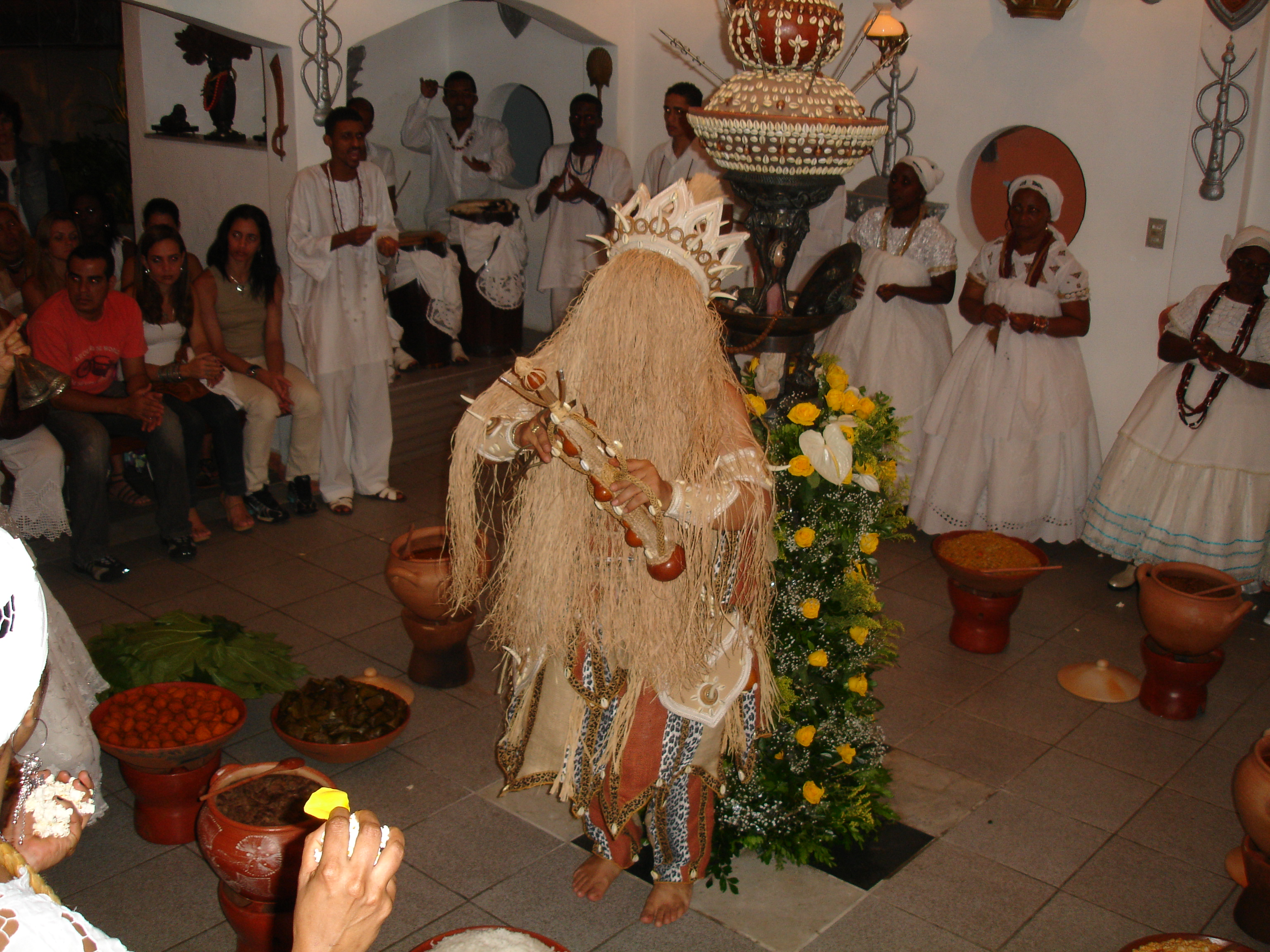
Obaluaiê, dont le haut du corps est couvert d'un masque de fibres. Dans le candomblé "Ile Ase Ijino Ilu Orossi".

Synonyme de la variole, son nom ne doit pas être prononcé. Il est l'orixá de la terre, de la santé et de la maladie. Représenté à la fois par les couleurs noire, blanche et rouge, il adore l’huile de Dendê. 
À Salvador de Bahia, on parle de Omolú, orixá des maladies et de la mort, dont tout le haut du corps est couvert d'un long masque de fibres végétales. Dans la religion catholique, Omolú est associé à saint Roch (patron de la peste) ou à saint Lazare à Bahia, et à saint Sébastien à Recife.
Oxóssi
Orixá de la chasse et des animaux, de l'abondance et de l'alimentation. Il aime le maïs vert, les racines et les fruits. Il est représenté par la couleur verte ou bleue. Il a pour attribut un arc et une flèche. Il est associé à saint Georges dans la région de Bahia, et à saint Sébastien dans celle de Rio de Janeiro.
Nanã
Aussi appelée Anamburucu, c'est l'orixá la plus vieille. Elle régit la boue, matière première des hommes, et la mort. Elle est vénérable et saine.
Oxalá (Obatalá)
C'est le dieu le plus ancien, celui qui moule et donne vie aux hommes. Il est le père de tous, et l'orixá de la paix. Sa couleur est le blanc. Dans la religion catholique, il est associé au Senhor do Bonfim, le seigneur « de la bonne fin » (et non à la Vierge de la Merced, comme c'est le cas dans la santeria), le protecteur qui mène les évènements à une conclusion heureuse, vénéré à Salvador de Bahia.

### Les orishas dans les autres religions américaines

#### Particularités des orishas dans la santeria
Dans la santeria, ils prennent une part active à la vie quotidienne des pratiquants, par contraste avec la déité supérieure qu'est Olodun (ou Olodumare) qui reste distant des soucis quotidiens des humains sur Terre.
Ochun
C'est la déesse des eaux douces, assimilée à la Vierge de la Caridad del Cobre (sainte patronne de Cuba). Très belle, symbole de la sensualité, de la féminité et de l'amour. Sa couleur est le jaune en référence à l'or. Femme d'Orula et amante de Chango et de bien d'autres.
Chango
Dieu de la guerre, du tonnerre et du feu. Associé à Sainte Barbe (patronne des pompiers et des artificiers dans le christianisme). Couleur, le rouge. Il possède tout plein de défauts et quelques qualités quand même. Adore à l'excès les femmes et l'argent.
Yemaya
C'est la Yemanja des Brésiliens, déesse noire de la mer. Très vénérée puisqu'elle symbolise la vie. Identifiée à la Vierge de Regla, patronne des marins. Sa couleur est le bleu.
Orula
Mari d'Ochun, ce cocu bienheureux est l'un des Orishas les plus demandés et estimés de la Santeria. Associé à Saint François d'Assise. Il est celui qui prédit l'avenir, que l'on consulte avant d'effectuer un voyage ou d'entreprendre quelque chose.
Obatala ou Ochala
Identifié à la Vierge de la Merced. Divinité de la création, il possède beaucoup de qualités ; entre autres, il milite pour la paix et l'harmonie. Apprécié et respecté par tous les autres Orishas. Couleur : le blanc.
Ogun
Un des plus populaires. C'est Saint Pierre, dieu du fer, de la sagesse et des montagnes. Ses colères sont terribles. Amant d'Ochun également. 
Oddua
Lié à Orula dans l'esprit des gens, dieu des morts et des esprits pour ressusciter les moribonds. Symbolisé par Jésus.
Obba ou Oya
Déesse des lacs, symbole de la fidélité conjugale. Deuxième épouse de Chango, profondément amoureuse de l'inconstant, elle soigne sa déprime en errant dans les cimetières. Représentée par Catherine de Sienne, elle est devenue l'intermédiaire avec l'esprit des morts.
Babalu Aye
Dieu des lépreux, de la médecine et des récoltes. Identifié à Saint Lazare.
Inle
Patron des médecins et des... poissons. Il protège aussi les économistes et les pêcheurs. Représenté par l'archange Raphaël.
Osain
C'est le dieu des feuillages. Celui-ci n'a jamais eu de parents, ayant poussé comme une plante. Représenté par un œil, une oreille, une seule main, un seul pied. Identifié à Saint Sylvestre.
Oko
C'est le dieu de l'agriculture et de la fertilité. Bien sûr invoqué par les femmes stériles et par ceux qui ont faim. Identifié à Saint Isidore.
Ochosi
Il est le fils de Yemaya (déesse de la mer). Associé à Saint Norbert.
Oke
Il est considéré comme le dieu des montagnes et des chasseurs et assimilé à Saint Jacques.
Aggayú Solá
Il est identifié à Saint Christophe.
Olokun
C'est la divinité des océans. Responsable d'épouvantables tempêtes menaçant d'engloutir le monde, il est maintenu au fond de l'eau par Obatala (le grand chef), qui le neutralise pour l'empêcher de faire du mal.

#### Particularités des orishas dans le vaudou

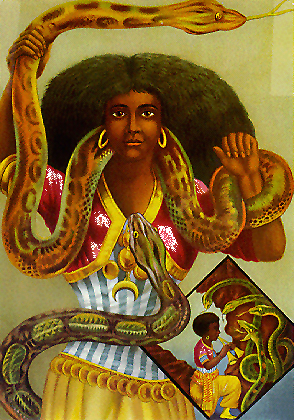
Représentation de Mami Wata.

Le vaudou a été lui aussi influencé par la religion yoruba, mais avec de forts apports des divinités fon et ewe.
Un certain nombre d'orishas, de vodun, peuvent être identifiés dans le Vaudou : 
Papa Legba
Papa Legba, intermédiaire entre les dieux et les hommes, correspond à Eshu, l'Exu brésilien.
Mami Wata
Mami Wata, la Manman Dlo des Antilles-Guyane, est la mère des eaux, crainte des pêcheurs. Elle correspond à Yemaya, la Iemanjá du candomblé.
Gou
Il correspond à Ogoun, l'Ogum du candomblé, orisha du fer et de la guerre.

## Tableaux récapitulatifs des orishas
Il est possible de récapituler dans des tableaux les correspondances entre les orishas des diverses religions qui s'y réfèrent, de façon à en avoir une vision d'ensemble. 
Cependant, ces tableaux ne permettent d'avoir qu'une vision sommaire de la question, puisqu'il est impossible d'y faire figurer le détail des différents attributs, salutations, couleurs, ou encore saints associés, qui peuvent varier non seulement selon les religions, mais parfois selon la ville précise où l'orisha est vénéré.
N. B. : La typographie retenue ici est en règle générale celle indiquée par Roger Bastide, dans son ouvrage Les Amériques noires: les civilisations africaines dans le nouveau monde. 

### Principaux orishas
| Orisha       | Noms alternatifs        | Domaine                                                                 | Syncrétismes dans le candomblé                      | Syncrétisme dans la santeria                                                                  | Notes |
| ------------ | ----------------------- | ----------------------------------------------------------------------- | --------------------------------------------------- | --------------------------------------------------------------------------------------------- | --- |
| Obatala      | Oshala, Oxala, Orishala | Créateur                                                                | Jesus Christ (Nosso Senhor do Bonfim)               | Virgen de las Mercedes                                                                        | Dans le vaudou, comparable à Damballah |
| Eshu         | Elegua, Elegba, Eleda   | Messager des divinités, intermédiaire entre les divinités et les hommes |                                                     | Niño de Atocha Saint Antoine de Padoue                                                        | Papa Legba dans le vaudou |
| Iemanja      | Yemayá                  | Mère de l'humanité, eaux salées (eau douce chez les Yorubas)            | Marie (Nossa Senhora da Conceição)                  | Virgen de Regla                                                                               | Protectrice des femmes, en particulier des femmes enceintes |
| Shangô       | Xangô, Jakuta           | Foudre, tonnerre, justice                                               | Saint Jérôme                                        | Sainte Barbe                                                                                  | |
| Oshun        | Oxum                    | Eaux douces (en Amérique), fécondité                                    | Marie (Nossa Senhora das Candeias)                  | Virgen de la Caridad del Cobre                                                                | Deuxième épouse de Shangô. Séduisante, elle a pour attribut un miroir |
| Ogún ou Ogou | Ogum                    | Fer, guerre, instruments, prison                                        | Saint Antoine                                       | Saint Pierre (à La Havane), Saint Paul, Saint Jean-Baptiste (à Matanzas) Patron des forgerons | En Haïti les Ogous les plus connus sont: - Ogou Feray :C'est le patron des forgerons et le chef guerrier qui lutte contre la misère. Ses attributs sont le sabre, le coq rouge, le rhum et le C'est aussi un chef politique, qui a servi d'inspiration aux esclaves pour la révolution haïtienne en 1804. Son doublet catholique est saint Jacques le Majeur - Ogou Badagris : Il porte l'aspect phallique d'Ogou, et représente la fertilité. Il est l'un des amants d'Erzulie. - Ogou Shango : C'est le lwa des éclairs et de la foudre - .Ogou Tonnerre ou Agaou Tonnerre, frère d'Azaka Médé et esprit du tonnerre. Symbolisé par un petit lézard, son doublet catholique est saint Jean-Baptiste. |
| Oyá          | Iansã                   | Tempêtes                                                                | Sainte Barbe                                        | Sainte Thérèse d'Avila                                                                        | |
| Babalú Ayé   | Omolú, Shopona          | Maladies contagieuses                                                   | Saint Lazare, Saint Roch                            | Saint Lazare                                                                                  | |
| Oshossi      |                         | Chasse                                                                  | Saint Georges (à Salvador), Saint Sébastien (à Rio) | Norbert de Xanten, Albert                                                                     | Plus jeune frère ou fils d'Ogun |
| Orunmila     |                         | Blancheur                                                               |                                                     | Saint François d'Assise                                                                       | |

### Autres orishas notoires
| Orisha     | Noms alternatifs       | Domaine                                   | Syncrétisme dans le candomblé | Syncrétisme dans la santeria | Particularités |
| ---------- | ---------------------- | ----------------------------------------- | ----------------------------- | ---------------------------- | -------------- |
| Aggayú     | Agaou                  | Volcans, Déserts                          |                               | Saint Christophe             |                |
| Nanã       |                        |                                           | Marie (Nossa Senhora Santana) |                              |                |
| Oricha Oko | Kouzen Zaka Azaka Médé | Agriculture                               |                               | Isidore le Laboureur         |                |
| Obba       |                        | Commerce maritime                         |                               |                              |                |
| Oduduwa    |                        | « Le premier homme », ancêtre des Yorubas |                               |                              |                |
| Olokun     |                        | Océan, bien-être                          |                               |                              |                |
| Oranmiyan  |                        | Fils d'Oduduwa, Roi et « héros culturel » |                               |                              |                |
| Osain      |                        | Montagnes, plantes, herbes curatives      | Benoît de Nursie              | Saint Sylvestre              |                |
| Oshumare   |                        | Pluie, arc-en-ciel                        | Saint Barthélemy              |                              |                |
| Yewa       | Ewá                    | Chasteté, mort                            |                               |                              |                |